# 帶狀多環海龍屬
帶狀多環海龍屬，為輻鰭魚綱棘背魚目海龍科的其中一屬。

## 下属物种
- 帶狀多環海龍（Haliichthys taeniophorus）